# Ароматное (Белогорский район)
Арома́тное  (до 1948 года Розента́ль; укр. Ароматне, крымскотат. Şaban Oba, Шабан Оба) — село в Белогорском районе Республики Крым, центр Ароматновского сельского поселения (согласно административно-территориальному делению Украины — Ароматновского сельского совета Автономной Республики Крым).

## География

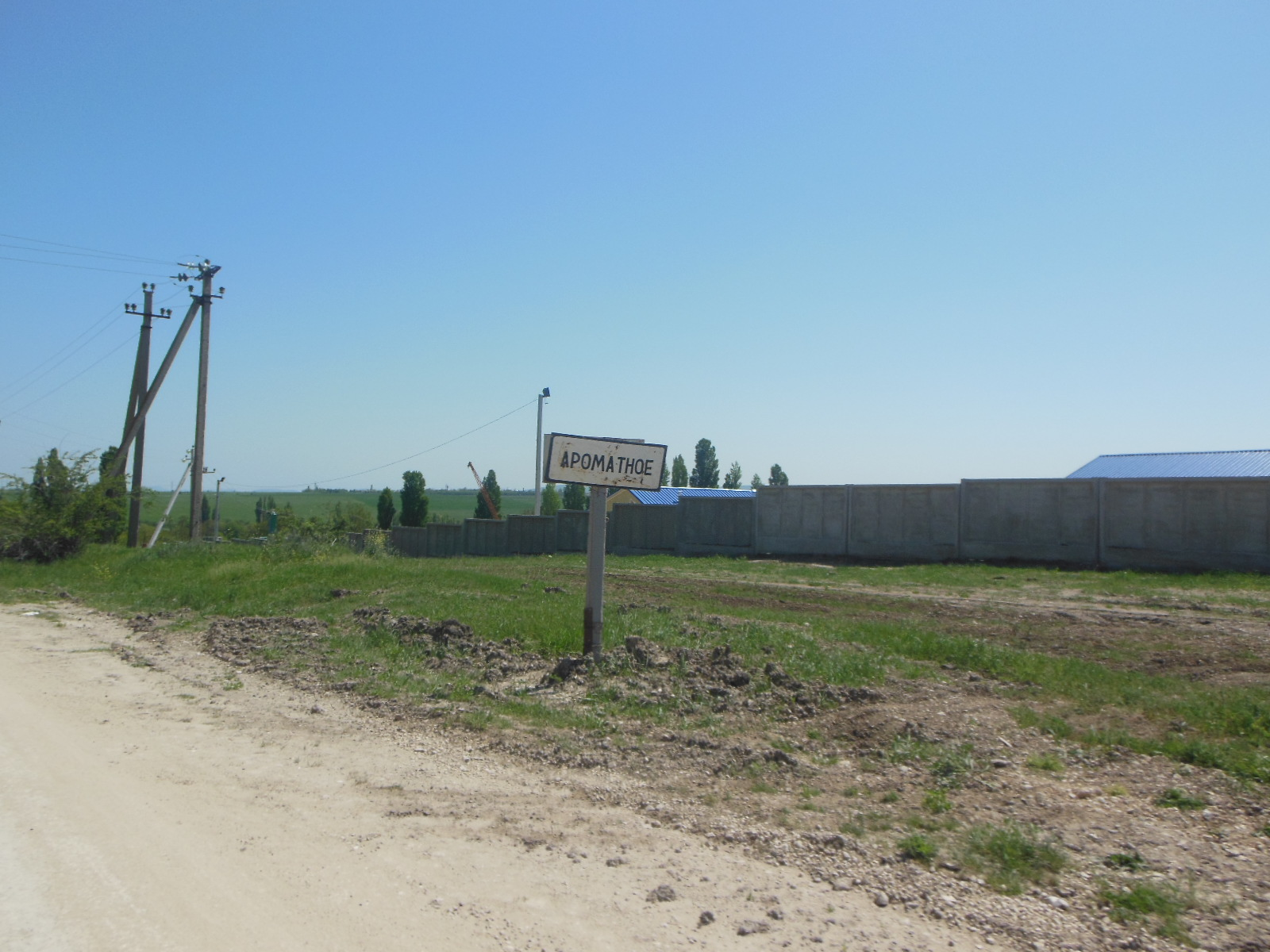
На въезде в село

Большое село Ароматное находится в западной части района. Расположено в северном предгорье Внутренней гряды Крымских гор, в долине Бурульчи — в среднем течении, на левом берегу реки. Высота центра села над уровнем моря — 318 м. Соседние сёла: Крымская Роза в 1,5 км и Цветочное в 2 км к северу. Расстояние до райцентра — около 21 километра (по шоссе), ближайшая железнодорожная станция — Симферополь, около 30 километров. Транспортное сообщение осуществляется по региональной автодороге 35Н-125 Ударное — Красногорское (по украинской классификации — С-0-10349).

## История
Немецкое католическое село, основанное 56 семьями колонистов из Вюртемберга и Бадена в 1805 году на 1381 десятине полученной от правительства земли. В 1823 году создан собственный приход, в 1869 году построена церковь. Вначале существовало в рамках Нейзацкого колонистского округа.

В 1817 году селение на карты не попало. Шарль Монтандон в своём «Путеводителе путешественника по Крыму, украшенный картами, планами, видами и виньетами…» 1833 года так описал селение 
Розенталь состоит из 56 домов, выстроенных в ряд по обе стороны дороги, имеет католическую церковь, дом священника, образовательную школу и зерновой амбар. Жители исповедуют католичество, их количество 291 человек. Хотя виноградники и были заведены здесь недавно, но уже насчитывают 34 370 лоз.
 На карте 1836 года в немецкой колонии Розенталь 54 двора, как и на карте 1842 года. В 1857 году в колонии 23 и 33 безземельных семьи
В 1860-х годах, после земской реформы Александра II, деревню приписали к Зуйской волости.
В «Списке населённых мест Таврической губернии по сведениям 1864 года», составленном по результатам VIII ревизии 1864 года, Розенталь (или Шабан-Оба) — немецкая колония ведомства попечительства иностранным поселенцам южного края России, с 61 двором, 345 жителями, католической церковью и сельским училищем при речке Бурульче (на трёхверстовой карте Шуберта 1865—1876 года в немецкой коонии Розенталь обозначено 66 дворов). В 1871 году, в свете «Правил об устройстве поселян-собственников, бывших колонистов», утверждённых Александром II, Розенталь включили в состав Нейзацкой немецкой волости. На 1886 год в немецкой колонии Розенталь (она же Бурулча), согласно справочнику «Волости и важнѣйшія селенія Европейской Россіи», проживало 1027 человек в 57 домохозяйствах, действовали католическая церковь, школа и лавка. В «Памятной книге Таврической губернии 1889 года» по результатам Х ревизии 1887 года записан Розенталь с 66 дворами и 463 жителями.
После земской реформы 1890-х годов Нейзацкая волость была упразднена и село приписали к Зуйской. На верстовой карте 1890 года в деревне также обозначено 67 дворов с немецким населением. Согласно «…Памятной книжке Таврической губернии на 1892 год», в селе Розенталь, составлявшем Розентальское сельское общество, было 785 жителей в 58 домохозяйствах, на 1422 десятинах собственной земли.
Перепись 1897 года зафиксировала в деревне 576 жителей, из них 526 католиков, то есть, немцев. По «…Памятной книжке Таврической губернии на 1902 год» в селе Розенталь, составлявшем Розентальское сельское общество, числилось 750 жителей в 56 домохозяйствах. В связи с началом первой мировой войны было произведено пререименование немецких населённых пунктов и по Статистическому справочнику Таврической губернии. Ч.II-я. Статистический очерк, выпуск шестой Симферопольский уезд, 1915 год, в деревне Шабан-Уба (Розенталь) Зуйской волости Симферопольского уезда числилось 66 дворов с немецким населением в количестве 954 человека приписных жителей и 16 — «посторонних». Согласно списку 1915 года «…русских подданных из австрийских, венгерских или германских выходцев» землевладельцев, опубликованном в газете «Таврические губернские ведомости» в апреле 1915 года, значатся купившие участки земли при деревне Розенталь Антони Петр Петрович — 25 десятин, Антони Эгидий Иоганнов — 12 десятин, Бош Эгидий Михайлов — 12 десятин, Генер Валентин Антонович — 12 десятин, Рукгабер Филипп Антонов — 2 участка 12 и 25 десятин, Рислинг Мартин Иосифов — 25 десятин, Фикс Антон Георгиев — 25 десятин, Шнейдер Иосиф Кондратьев и Шнейдер Бернгард Кондратьев — по 25 десятин. На 1917 год в селении действовала ссудно-сберегательная касса.
После установления в Крыму Советской власти, по постановлению Крымревкома от 8 января 1921 года была упразднена волостная система и село включили в состав вновь созданного Подгородне-Петровского района Симферопольского уезда, а в 1922 году уезды получили название округов. 11 октября 1923 года, согласно постановлению ВЦИК, в административное деление Крымской АССР были внесены изменения, в результате которых был ликвидирован Подгородне-Петровский район и образован Симферопольский и село включили в его состав. Согласно Списку населённых пунктов Крымской АССР по Всесоюзной переписи 17 декабря 1926 года, в селе Розенталь (Шабан Оба), в составе Зуйского сельсовета Симферопольского района, числился 141 двор, из них 128 крестьянских, население составляло 763 человека, из них 732 немца, 6 татар, 6 еврев, 5 армян, 5 латышей, 5 русских, 2 украинца, 1 белорус, 1 записан в графе «прочие», действовала немецкая школа. Постановлением ВЦИК от 10 июня 1937 года был образован новый, Зуйский район, в который вошло село. По данным всесоюзная перепись населения 1939 года в селе проживало 989 человек. В период оккупации Крыма, 13 и 14 декабря 1943 года, в ходе операций «7-го отдела главнокомандования» 17 армии вермахта против партизанских формирований, была проведена операция по заготовке продуктов с массированным применением военной силы, в результате которой в селе Розенталь была произведена тотальная реквизиция продуктов. Селение, как в других подобных случаях, сожжено не было, судьба жителей пока неизвестна.
Вскоре после начала Великой Отечественной войны, 18 августа 1941 года крымские немцы были выселены, сначала в Ставропольский край, а затем в Сибирь и северный Казахстан. В 1944 году, после освобождения Крыма от фашистов, 12 августа 1944 года было принято постановление № ГОКО-6372с «О переселении колхозников в районы Крыма» и в сентябре 1944 года в район приехали первые новоселы (212 семей) из Ростовской, Киевской и Тамбовской областей, а в начале 1950-х годов последовала вторая волна переселенцев из различных областей Украины. С 25 июня 1946 года Розенталь в составе Крымской области РСФСР. Указом Президиума Верховного Совета РСФСР от 18 мая 1948 года, Розенталь переименовали в Ароматное. 26 апреля 1954 года Крымская область была передана из состава РСФСР в состав УССР, в том же году образован Ароматновский сельсовет. После ликвидации в 1959 году Зуйского района, село включили в состав Белогорского. По данным переписи 1989 года в селе проживало 1956 человек. С 12 февраля 1991 года село в восстановленной Крымской АССР, 26 февраля 1992 года переименованной в Автономную Республику Крым. С 21 марта 2014 года в составе Крыма аннексировано Россией.

## Население
| 1816 | 1825 | 1848 | 1858 | 1864  | 1886  | 1897 |
| ---- | ---- | ---- | ---- | ----- | ----- | ---- |
| 234  | ↗292 | ↗436 | ↗559 | ↘345  | ↗1027 | ↘576 |
| 1915 | 1918 | 1926 | 1941 | 2001  | 2014  |      |
| ↗967 | ↗976 | ↘763 | ↗989 | ↗1711 | ↗1772 |      |

### Динамика численности

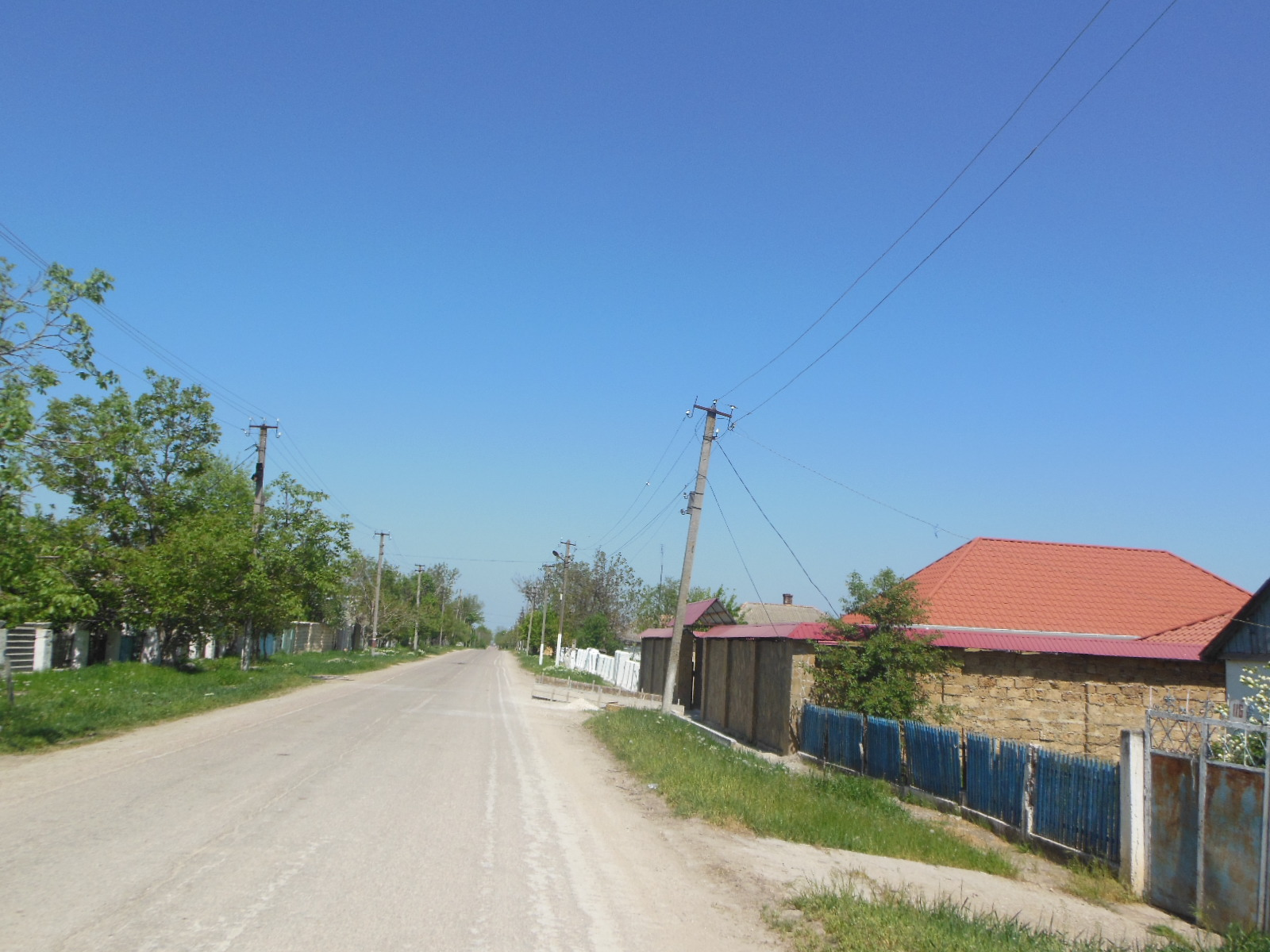
Улица в селе Ароматное

| - 1816 год — 234 чел. - 1825 год — 292 чел. - 1833 год — 291 чел. - 1848 год — 436 чел. - 1858 год — 559 чел. - 1864 год — 345 чел. - 1886 год — 1027 чел. - 1889 год — 463 чел. - 1892 год — 785 чел. - 1897 год — 576 чел. | - 1902 год — 750 чел. - 1915 год — 954/16 чел. - 1918 год — 976 чел. - 1926 год — 763 чел. - 1939 год — 989 чел. - 1974 год — 1301 чел. - 1989 год — 1956 чел. - 2001 год — 1711 чел. - 2009 год — 1848 чел. - 2014 год — 1772 чел. |

## Современное состояние
На 2017 год в Ароматном числится сквер, 20 улиц и 4 переулка; на 2009 год, по данным сельсовета, село занимало площадь 182 гектара на которой, в 690 дворах, проживало 1848 человек. В селе действует средняя общеобразовательная школа, почта, церковь святого преподобного Антония Печерского, детский сад «Алёнушка», библиотека, Дом культуры, библиотека-филиал № 1, амбулатория общей практики семейной медицины, отделение Почты России, храм Антония Печерского. Ароматное связано автобусным сообщением с Симферополем и соседними населёнными пунктами.